# Ерік Карр'єр
Ерік Карр'єр (фр. Éric Carrière, нар. 24 травня 1973, Фуа) — колишній французький футболіст, що грав на позиції півзахисника. Закінчив футбольну кар'єру 2010 року.

## Клубна кар'єра
У дорослому футболі дебютував 1996 року виступами за команду клубу «Нант», в якій провів п'ять сезонів, взявши участь у 128 матчах чемпіонату.  Більшість часу, проведеного у складі «Нанта», був основним гравцем команди. За цей час двічі виборював титул володаря Кубка Франції, ставав володарем Суперкубка Франції (також двічі), чемпіоном Франції.
Своєю грою за цю команду привернув увагу представників тренерського штабу клубу «Ліон», до складу якого приєднався 2001 року. Відіграв за команду з Ліона наступні три сезони своєї ігрової кар'єри. Граючи у складі «Ліона» також здебільшого виходив на поле в основному складі команди. За цей час додав до переліку своїх трофеїв ще два титули володаря Суперкубка Франції, знову ставав чемпіоном Франції (тричі).
2004 року уклав контракт з клубом «Ланс», у складі якого провів наступні чотири роки своєї кар'єри гравця.  Тренерським штабом нового клубу також розглядався як гравець «основи». За цей час додав до переліку своїх трофеїв титул володаря Кубка Інтертото.
Завершив професійну ігрову кар'єру у «Діжоні», за команду якого виступав протягом 2008—2010 років.

## Виступи за збірну
2001 року дебютував в офіційних матчах у складі національної збірної Франції. Протягом кар'єри у національній команді, яка тривала усього 2 роки, провів у формі головної команди країни 10 матчів, забивши 5 голів.
У складі збірної був учасником розіграшу Кубка конфедерацій 2001 року в Японії і Південній Кореї, здобувши того року титул переможця турніру та володаря «срібного бутса» (був серед сьоми гравців, що забили протягом змагання по два голи).

## Титули і досягнення

### Командні
- Володар Кубка Франції (2):

«Нант»:  1998–99, 1999–00
- Володар Суперкубка Франції (4):

«Нант»:  1999, 2001
«Ліон»:  2002, 2003
- Чемпіон Франції (4):

«Нант»:  2000–01
«Ліон»:  2001–02, 2002–03, 2003–04
- Володар Кубка Інтертото (1):

«Ланс»:  2005
- Володар Кубка Конфедерацій (1):

 Франція: 2001

### Особисті
- Футболіст року у Франції: 2001